# Ivan Berni
Ivan Berni (Milano, 15 aprile 1955) è un giornalista e saggista italiano.

## Biografia
Ivan Berni intraprese l'attività di giornalista nel 1975 con le prime radio libere. Fu poi uno dei fondatori di Radio Popolare, emittente radiofonica milanese vicina alla sinistra italiana, fondata nel 1976.
Dal 1988 al 2003 ha lavorato per il quotidiano la Repubblica, prima come redattore quindi, dal 1998, come caposervizio dell'edizione milanese.
Per il suo Pattumiere, pepite e pistole: affare e malaffare all'ombra delle discariche, Ivan Berni ha vinto, nel 1998, il premio "Bolsena Ambiente" per il giornalismo ambientale.
Collabora con "La Repubblica", le riviste "Max" e "Prima Comunicazione", periodico specializzato per la comunicazione e l'informazione. Insegna "Nuovi linguaggi dell'informazione" presso l'Istituto Accademia della Comunicazione, ed è direttore del portale editoriale "www.iulm.it" ("Libera Università di Lingue e Comunicazione").

## Saggi
- Ivan Berni, Pattumiere, pepite e pistole: affare e malaffare all'ombra delle discariche, Baldini Castoldi Dalai, 1998.
- Ivan Berni, Mal di Milano. Il lento declino di una città, Melampo, 2010.
- Stefano Boeri, Ivan Berni, Cambiamo paese, restiamo in Italia. Manifesto per un riformismo radicale, Il Saggiatore, 2012.